# فابین والری
فابین والری (انگلیسی: Fabien Valéri؛ زادهٔ ۹ ژوئن ۱۹۷۴) بازیکن فوتبال اهل فرانسه است.
از باشگاه‌هایی که در آن بازی کرده‌است می‌توان به باشگاه فوتبال ناوال، باشگاه فوتبال آکادمیکا، باشگاه فوتبال کن، باشگاه فوتبال پاریس، و باشگاه فوتبال ستاره سرخ اشاره کرد.